# いつわり (曲)
「いつわり」（原題： He's Misstra Know-It-All）は、スティーヴィー・ワンダーが1973年に発表した楽曲。

## 概要
1973年8月3日発売のアルバム『インナーヴィジョンズ』に収録された。翌年1974年4月に英国でシングルカットされ、チャートの10位を記録した。シングルB面は1970年のアルバム『涙をとどけて』に収録された「表紙で本はわからない」（You Can't Judge a Book by Its Cover）。
1977年3月のシングル「愛するデューク」のB面に収められた。
定説では、本作品に登場する人物はリチャード・ニクソン米国大統領（前年11月の大統領選挙で再選。当時2期目）を指していると言われている。

## 参加した人物
- スティーヴィー・ワンダー - リード・ボーカル、バッキング・ボーカル、ピアノ、ドラムス、ハンドクラップ、TONTOシンセサイザー、コンガ
- ウィリー・ウィークス - エレクトリックベース